# El sheita elli fat
El sheita elli fat é um filme de drama egípcio de 2012 dirigido e escrito por Ibrahim El Batout. Foi selecionado como representante do Egito à edição do Oscar 2013, organizada pela Academia de Artes e Ciências Cinematográficas.

## Elenco
- Salah Hanafy
- Moataz Mosallam - Moataz
- Amr Waked
- Farah Youssef